# Matteo Gitto
Matteo Gitto (Roma, 2 luglio 1991) è un pallanuotista italiano, centrovasca del Chiavari. È fratello minore di Niccolò, anch'egli pallanuotista professionista, vincitore di numerosi titoli con la calottina della Pro Recco.
Trascorre tutta la trafila delle giovanili nella Lazio, con cui esordisce anche in Serie A1. In occasione della stagione 2009-2010, con la Lazio in massima serie, passa in prestito alla Roma Vis Nova, nella categoria inferiore. Torna alla casa madre la stagione successiva, ma la Lazio retrocede. In attesa di una probabile nuova promozione della squadra biancoceleste per la stagione successiva, viene temporaneamente mandato in prestito all'AN Brescia nel 2011-2012, con cui conquista la Coppa Italia e il secondo posto in campionato. Scaduto il prestito, fa ritorno alla Lazio a fine stagione che, nel frattempo, era ritornata immediatamente in A1.
Nel 2013 viene acquistato dalla Florentia, prima del passaggio all'Acquachiara nel 2014, con la quale arriva al secondo posto in Coppa LEN.

## Palmarès

### Club
- Coppe Italia: 1

AN Brescia: 2011-2012